# We Come in Peace
We Come in Peace är ett musikalbum av det svenska industrimetal/rockbandet Pain som släpptes den 16 november 2012.

## Låtlista

### CD 1
1. "Crashed"
2. "Walking On Glass"
3. "I'm Going In"
4. "Monkey Business"
5. "Dirty Woman"
6. "I Don't Care"
7. "Fear The Demons"
8. "Dark Fields Of Pain"
9. "Eleanor Rigby"
10. "Stay Away"
11. "Bitch"
12. "The Great Pretender"
13. "Same Old Song"
14. "On And On"
15. "Shut Your Mouth"(feat. Rob Dukes)

### CD 2
1. "Let Me Out"
2. "Dancing With The Dead"
3. "End Of The Line"
4. "Dirty Women"
5. "Zombie Slam"
6. "Psalms Of Extinction"
7. "Suicide Machine"
8. "Nailed To The Gound"
9. "It's Only Them"
10. "Great Pretender"
11. "I'm Going In"
12. "Monkey Business"
13. "Have A Drink On Me"
14. "Supersonic Bitch"
15. "Fear The Demons"
16. "Same Old Song"
17. "Shut Your Mouth"